# Vincent Korda
Vincent Korda, pseudonimo di Vincent Kellner (Túrkeve, 22 giugno 1897 – Londra, 4 gennaio 1979), è stato uno scenografo ungherese.
Vinse l'Oscar alla migliore scenografia nel 1941 per il film Il ladro di Bagdad.

## Filmografia parziale
- Marius, regia di Alexander Korda (1931)
- Sposatevi ragazzi (Wedding Rehearsal), regia di Alexander Korda (1932)
- The Girl from Maxim's, regia di Alexander Korda (1933)
- Le sei mogli di Enrico VIII (The Private Life of Henry VIII), regia di Alexander Korda (1933)
- La grande Caterina (The Rise of Catherine the Great), regia di Paul Czinner (1934)
- Le ultime avventure di Don Giovanni (The Private Life of Don Juan), regia di Alexander Korda (1934)
- La primula rossa (The Scarlet Pimpernel) di Harold Young (1934)
- Il fantasma galante (The Ghost Goes West), regia di René Clair (1935)
- Moscow Nights, regia di Anthony Asquith (1935)
- La vita futura (Things to Come), regia di William Cameron Menzies (1936)
- L'uomo dei miracoli (The Man Who Could Work Miracles), regia di Lothar Mendes (1936)
- L'arte e gli amori di Rembrandt (Rembrandt), regia di Alexander Korda - arredatore (1936)
- La segretaria (Men Are Not Gods), regia di Walter Reisch (1936)
- Paradiso per due (Paradise for Two), regia di Thornton Freeland (1937)
- Una partita scandalosa (Action for Slander), regia di Tim Whelan (1937)
- Il delatore (The Squeaker), regia di William K. Howard (1937)
- Il principe Azim (The Drum), regia di Zoltán Korda (1938)
- Prison Without Bars, regia di Brian Desmond Hurst (1938)
- The Challenge, regia di Milton Rosmer e Luis Trenker (1938)
- Nel mondo della luna (Over the Moon), regia di Thornton Freeland (1939)
- La spia in nero (The Spy in Black), regia di Michael Powell (1939)
- Le quattro piume (The Four Feathers), regia di Zoltán Korda (1939)
- I leoni dell'aria (The Lion Has Wings), regia di Adrian Brunel e Brian Desmond Hurst (1939)
- Ali che non tornano (Q Planes), regia di Tim Whelan - supervisore alla scenografia (1939)
- Il ladro di Bagdad (The Thief of Bagdad), regia di Ludwig Berger, Michael Powell, Tim Whelan (1940)
- Fatalità (21 Days), regia di Basil Dean (1940)
- Il maggiore Barbara (Major Barbara), regia di Gabriel Pascal e, non accreditati, Harold French e David Lean (1941)
- Lady Hamilton (That Hamilton Woman), regia di Alexander Korda (1941)
- Lydia, regia di Julien Duvivier (1941)
- Vogliamo vivere! (To Be or Not to Be), regia di Ernst Lubitsch (1942)
- Il libro della giungla  (Jungle Book) di Zoltán Korda (1942)
- Intermezzo matrimoniale (Perfect Strangers), regia di Alexander Korda (1945)
- Un marito ideale (An Ideal Husband), regia di Alexander Korda (1947)
- Idolo infranto (The Fallen Idol), regia di Carol Reed (1948)
- Carlo di Scozia (Bonnie Prince Charlie), regia di Anthony Kimmins (1948)
- Il terzo uomo (The Third Man), regia di Carol Reed (1949)
- L'avventuriero della Malesia (Outcast of the Islands), regia di Carol Reed (1951)
- Il signore che rincasava alle sette, (Home at Seven), regia di Ralph Richardson (1952)
- Ali del futuro (The Sound Barrier), regia di David Lean (1952)
- The Holly and the Ivy, regia di George More O'Ferrall (1952)
- Malaga, regia di Richard Sale (1954)
- Tempo d'estate (Summertime), regia di David Lean (1955)
- Tempesta sul Nilo (Storm Over the Nile), regia di Zoltán Korda e Terence Young (1955)
- Profondo come il mare (The Deep Blue Sea), regia di Anatole Litvak (1955)
- Scent of Mystery, regia di Jack Cardiff (1960)
- Il giorno più lungo (The Longest Day), regia di Ken Annakin, Andrew Marton e Bernhard Wicki (1962)
- Una Rolls-Royce gialla (The Yellow Rolls-Royce), regia di Anthony Asquith (1964)